# Euploea rigneyi
Euploea rigneyi är en fjärilsart som beskrevs av Julian Jumalon 1971. Euploea rigneyi ingår i släktet Euploea och familjen praktfjärilar. Inga underarter finns listade i Catalogue of Life.